# L'Europe galante
L'Europe galante (título original en francés; en español, La Europa galante) es una opéra-ballet en un prólogo y cuatro entrées con música de André Campra y libreto en francés de Antoine Houdar de la Motte. L'Europe galante se estrenó en la Ópera de París el 24 de octubre de 1697 bajo Marin Marais. 
La ópera es considerada como la primera ópera ballet de la historia, con las entrées compartiendo un mismo tema, en este caso el amor en cuatro países diferentes, Francia (entrée 1), España (entrée 2), Italia (entrée 3) y Turquía (entrée 4) - más que una narrativa común.
Tuvo éxito y se repuso periódicamente hasta 1775. Esta ópera rara vez se representa en la actualidad; en las estadísticas de Operabase aparece con 4 representaciones en el período 2005-2010, siendo la primera de André Campra.